# Dadri
Dadri (hindi दादरी) – miasto w północnych Indiach w stanie Uttar Pradesh, na Nizinie Hindustańskiej.
Populacja miasta w 2001 roku wynosiła 57 457 mieszkańców.